# Kabinett Drake VII
Das Kabinett Drake VII (Landespräsidium) war von 24. Januar 1929 bis 7. Februar 1933 die Landesregierung des Freistaates Lippe.
| Amt                                                          | Name                                                                            | Partei            |
| ------------------------------------------------------------ | ------------------------------------------------------------------------------- | ----------------- |
| Ministerpräsident, seit 1932 Präsident der Landesregierung 1 | Heinrich Drake                                                                  | SPD               |
| Staatsräte                                                   | Fritz Geise, bis Herbst 1930 Hermann Petri, ab 3. November 1930 Arnold Theopold | DDP parteilos VRP |

Fußnoten